# Hippasa lycosina
Hippasa lycosina là một loài nhện trong họ Lycosidae.
Loài này thuộc chi Hippasa. Hippasa lycosina được Mary Agard Pocock miêu tả năm 1900.